# Três de Maio de 1808 em Madrid
Três de Maio de 1808 em Madrid, Os fuzilamentos da montanha do Príncipe Pío ou Os fuzilamentos de três de Maio, nome pelo qual é habitualmente conhecido, é um quadro do pintor espanhol Francisco de Goya. O quadro, de 266 x 345 centímetros, foi feito em 1814 e encontra-se no Museu do Prado, em Madrid.
O quadro forma uma série com o quadro o três de Maio. Após sua exibição ao ar livre por ocasião do retorno de Fernando VII, foram armazenados por longo tempo, e sabemos que por volta de 1850 se guardavam no Museu do Prado, mas não se exibiam, talvez pelas críticas dispares que tiveram durante longo do tempo. O pintor José Madrazo, diretor do museu do Prado, chegara a afirmar que estas eram obras de discutível execução, muito inferiores aos retratos mais famosos do artista. Finalmente, foi com o auge do Romantismo e o Impressionismo que estas pinturas adquiriram fama.

## Antecedentes

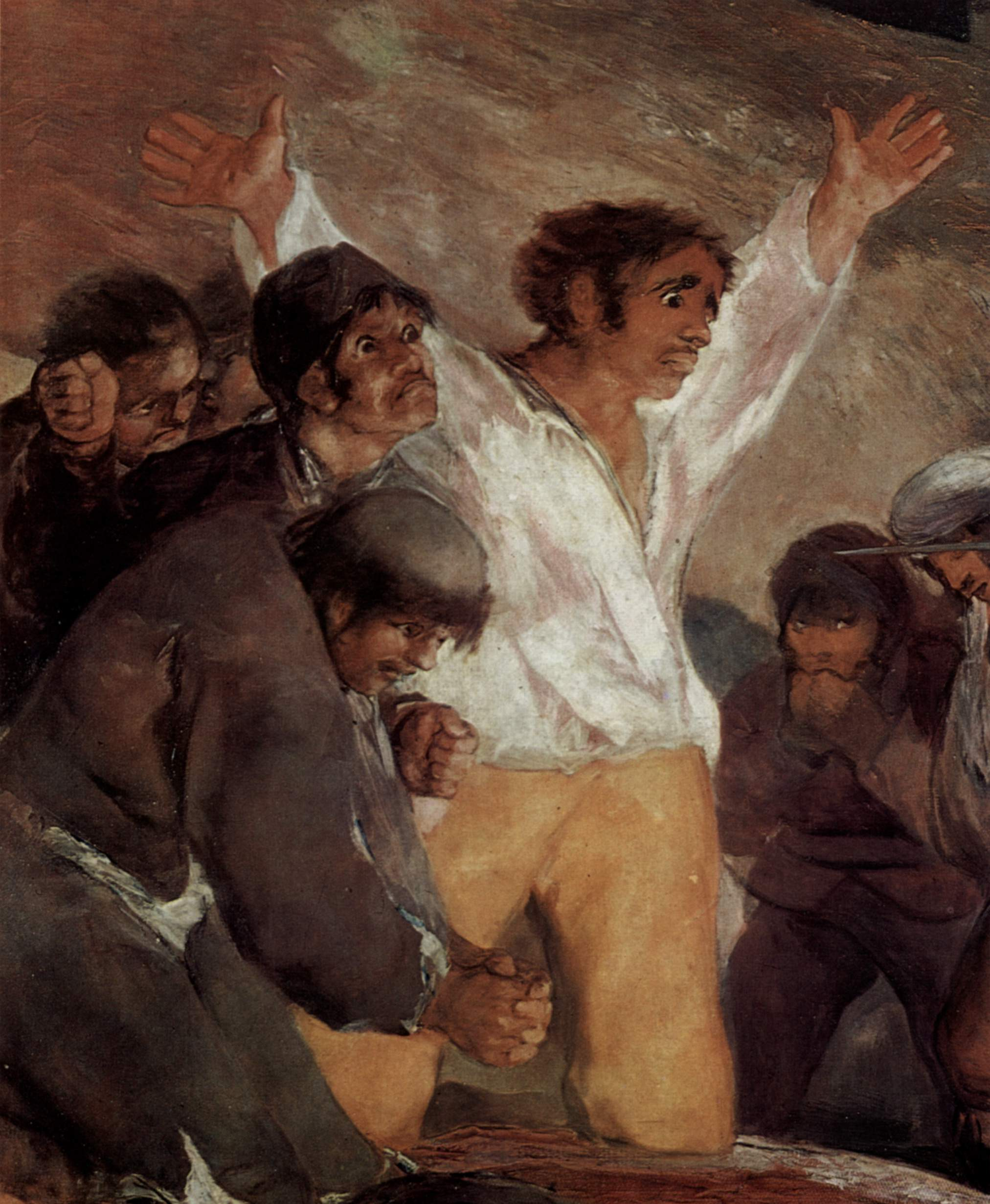
Pormenor do grupo de fuzilados.

O quadro plasma a repressão do acontecimento que se conhece como o levantamento de 3 de Maio, ocorrido em 1808, após Napoleão invadir a Espanha e a casa real seguir as suas ordens. A revolta estoura a 3 de Maio de 1808, quando uma parte do povo de Madrid tenta evitar a saída, ordenada pelos franceses, do infante D. Francisco de Paula de Bourbon para a França. A situação escalou e as tropas francesas atiraram contra os madrilenos sublevados.
O comandante das forças francesas, o marechal Joachim Murat, decidiu reprimir duramente a revolta. Ele escreve no seu diário:
| “ | O povo de Madrid deixou-se arrastar à revolta e ao assassinato… Sangue francês foi derramado. Sangue que demanda vingança. | ” |

Os madrilenos que foram encontrados com armas e foram assassinados. Foram ao redor de 400 vítimas. 44 revolucionários foram juntados e fuzilados na noite de 2 a 3 de Maio na colina do Príncipe Pío, em Madrid. Este é o episódio que Goya mostra no seu quadro.

## O quadro

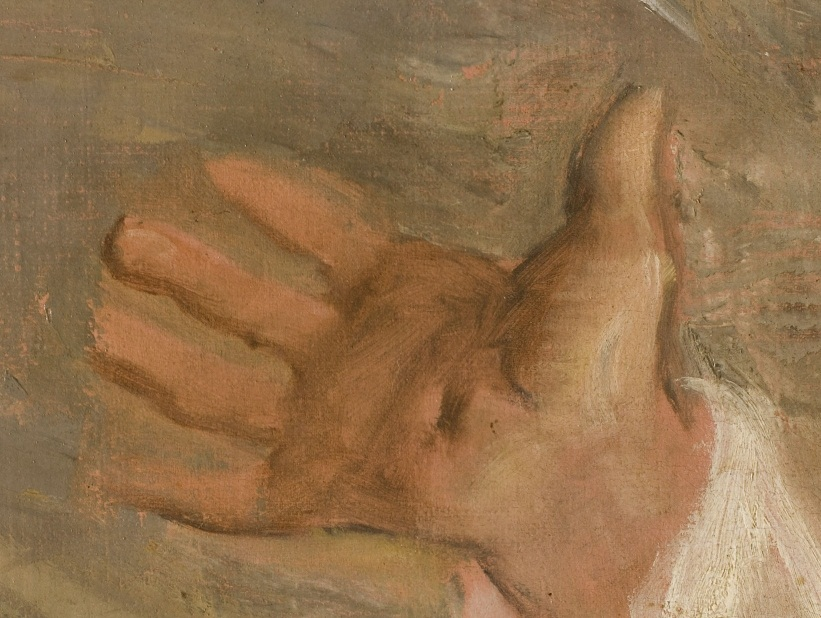
Pormenor.

A lenda conta que Goya, com 62 anos, após ter seguido de longe os acontecimentos, ter-se-ia chegado, mais tarde, com uma lanterna ao lugar dos fuzilamentos. Goya ainda não vivia nas cercanias de Príncipe Pío em 1808 e o quadro foi realizado seis anos mais tarde, portanto não foi uma reacção espontânea ao horror.
Em 1814, após a retirada napoleónica, restaura-se a dinastia Bourbon em Espanha com Fernando VII. Este regressa a Madrid, e é então que se projecta a ornamentação da cidade com decorações efémeras, como arcos triunfais. Goya vai pintar uma série de quatro pinturas, para, posteriormente, serem exibidos nas ruas. Contudo, só completou dois, A carga dos mamelucos e esta.
O quadro está pintado com poucos detalhes, chega-se directamente ao tema. Emprega uma luz quase natural.
Os acontecimentos na colina de Príncipe Pío estão representados com grande contraste, que reflectem a real desigualdade de forças: de um lado os oito soldados de infantaria, que estão representados com o seu fuzil, o uniforme e o chapéu um muro; do outro as vítimas, um grupo variado e desesperado, aguardando o fuzilamento.

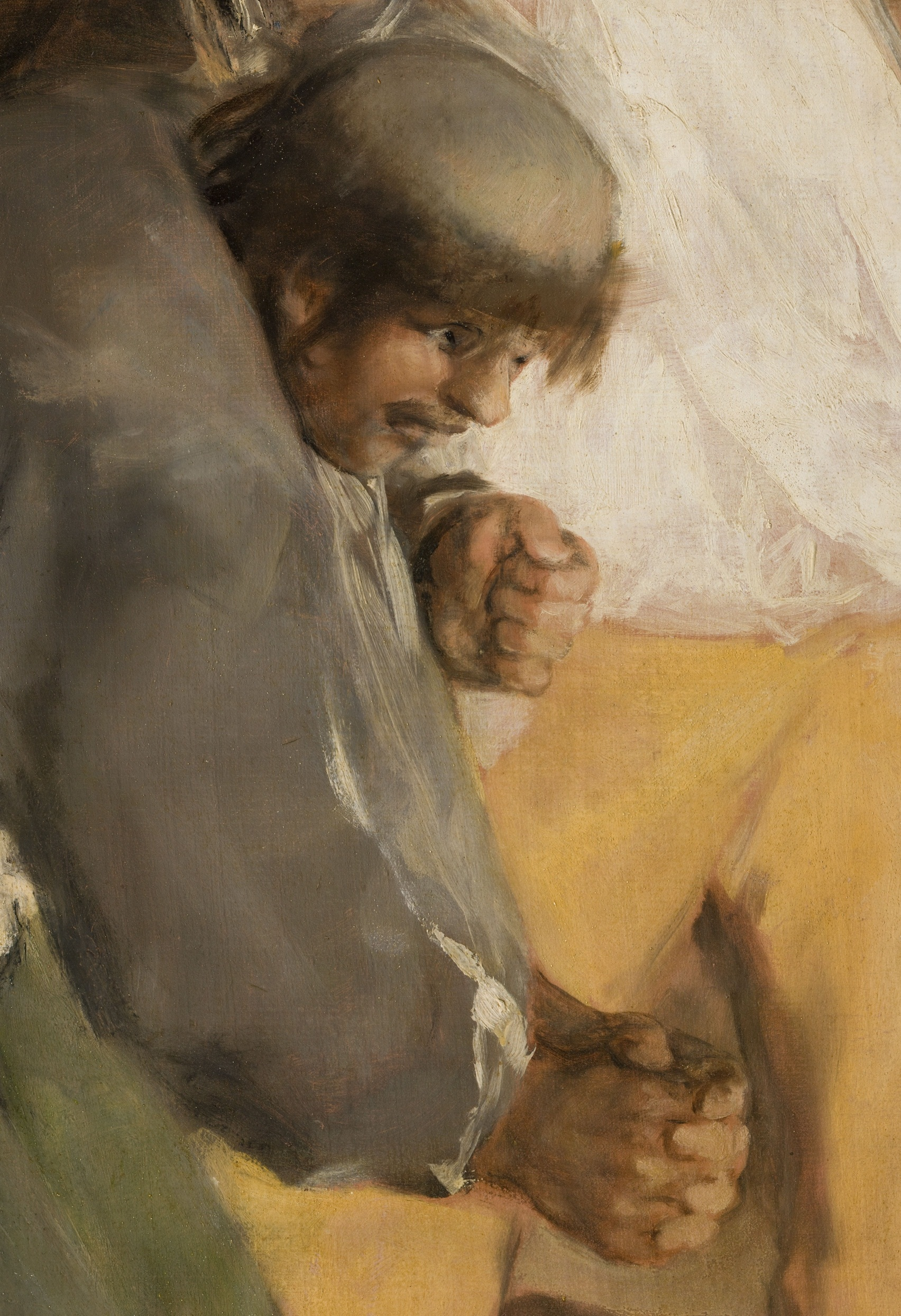
Detalhe.

Do grupo dos revolucionários destaca-se um com camisa branca. A associação com Cristo na cruz é intencional: as mãos apresentam estigmas. Aqui assassinam mártires. O tema também é tratado na série Desastres da Guerra.
As vítimas formam três grupos: os que estão à espera de serem fuzilados e que vêem com horror o que os espera, os que estão a ser fuzilados e os mortos. Os grupos vêem-se da direita para esquerda.
No quadro, Goya não esquece a igreja. Na primeira fileira das vítimas, ajoelhado, aparece um freire tonsurado. A religião teve um papel de destaque na contenda, chamando à resistência desde os altares e provendo aos resistentes de curas dispostos a empunhar as armas. A igreja opôs-se ferozmente a Napoleão, não tanto em defesa da liberdade mas por ter este fechado dois terços dos conventos e suprimido a Inquisição.
Por ocasião de uma exposição no Museu do Prado sobre Goya na época da guerra, este quadro e seu companheiro foram restaurados de maneira integral, eliminando-se as camadas de verniz que o escureceram. Também se restauraram algumas lacunas existentes na pintura causadas durante um translado durante a guerra civil espanhola.

## Influência em outras obras

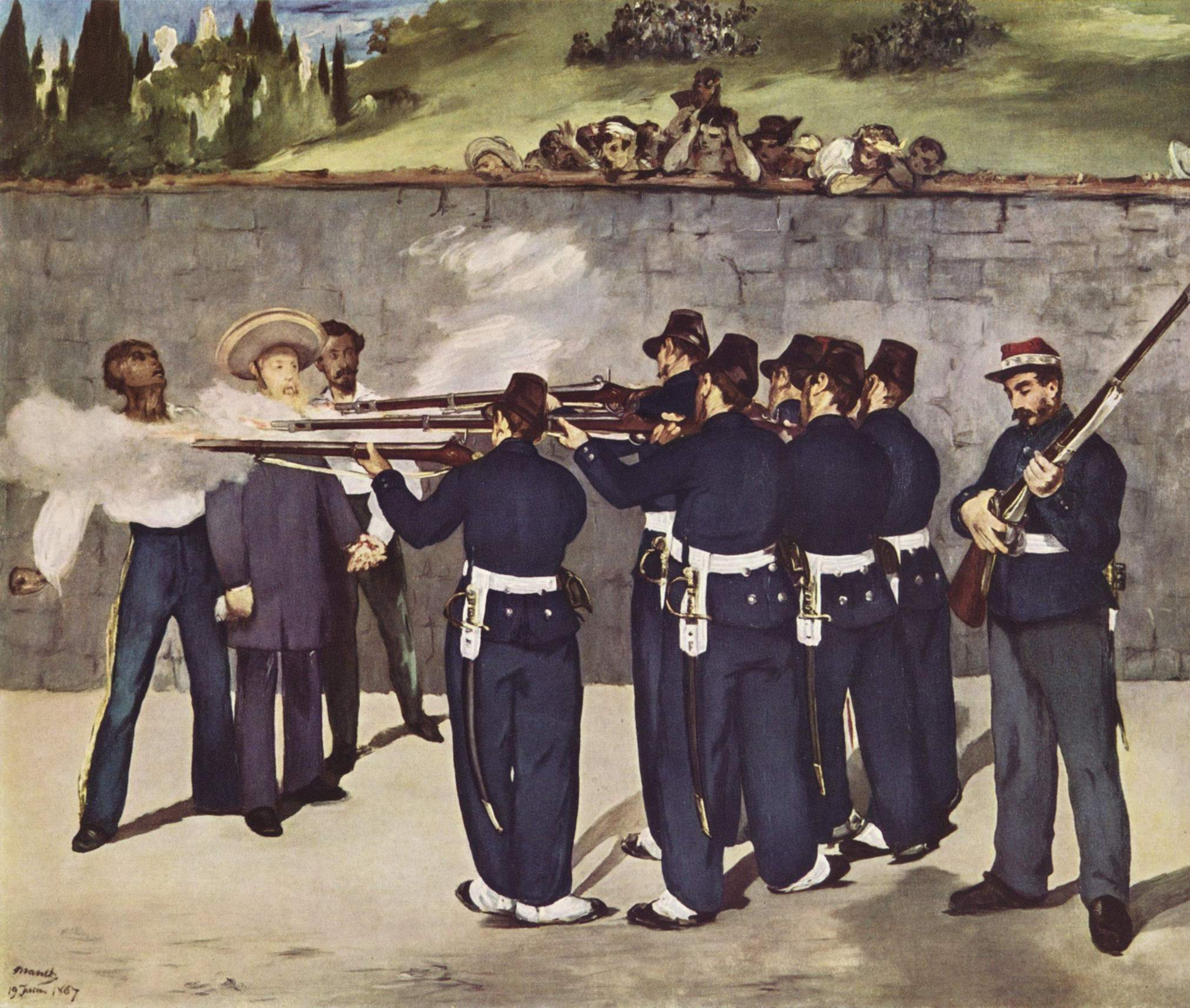
A execução de Maximiliano de Edouard Manet.

O tema e a composição foram retomadas por Manet em A execução de Maximiliano de 1868 que se encontra na Städtische Kunsthalle de Mannhein.
Um segundo quadro com possíveis influências é Massacre na Coréia de Pablo Picasso realizado em 1951 e que se encontra no Musée Picasso de Paris.